# Stadio Virgilio Fedini
Lo stadio Virgilio Fedini è un impianto calcistico di San Giovanni Valdarno (AR).
Ospita le gare casalinghe della squadra locale dalla stagione 1966/1967, la Sangiovannese, che fino al 2011 ha militato nel girone B della Lega Pro Seconda Divisione, mentre attualmente gioca in Serie D.

## Struttura
La capienza è limitata (circa 3400 posti), e comprende una tribuna centrale coperta con posti a sedere con capienza 1000 posti, due tribune laterali scoperte con capienza complessiva di 478 posti, una gradinata con capienza di 1000 posti e una curva nel lato Sud con capienza 900 posti.

## Spettacoli e concerti
- Vasco Rossi and Steve Rogers Band - "Bollicine Tour 1983" (Festa dell'Unità - 23 luglio 1983)